# Forfatningsfolkeafstemningen i Tadsjikistan 2003
Forfatningsfolkeafstemningen i Tadsjikistan 2003 blev afholdt i Tadsjikistan den 22. juni 2003. Folkeafstemningen resulterede i at artikel 65 i landets forfatning blev fjernet, således at den ikke begrænsede præsidentens i at sidde mere end en embedsperiode. Det blev ifølge officielle tal godkendt med 93 % af vælgerne. Valgdeltagelsen lå på 96 %.

## Resultat
| Valg       | Stemmer   | %    |
| ---------- | --------- | ---- |
| For        | 2.261.250 | 92,8 |
| Imod       | 175.246   | 7,2  |
| Totalt     | 2.436.496 | 100  |
| Kilde:IRIN |           |      |